# 720-km-Diskontinuität
Die 720-km-Diskontinuität ist eine seismische Grenzschicht direkt unterhalb der Mantelübergangszone. Sie ist gekennzeichnet durch eine Zunahme der Ausbreitungsgeschwindigkeiten seismischer Wellen mit der Tiefe. Ihre Bezeichnung gibt die durchschnittliche Tiefe ihres Auftretens wieder.

## Ursache
Die 720-km-Diskontinuität hat ihre Ursache in einer Phasentransformation des Granat, welches neben dem Olivin eines der Hauptbestandteile des Mantelgesteins darstellt. In Tiefenbereich der Mantelübergangszone liegt Granat in der Hochdruckmodifikation Majorit vor, welcher ca. 12 Molprozent Aluminium enthält. Majorit transformiert in Tiefen zwischen 610 km und 660 km in die Ilmenit-Struktur. Da diese Phasentransformation über ein relativ großes Tiefenintervall erfolgt, führt sie zu keiner beobachtbaren Diskontinuität.
Die Ilmenit-Phase jedoch geht in etwa 710 bis 720 km Tiefe in aluminiumhaltigen Perowskit über. Herrschen in dieser Tiefe erhöhte Temperaturen, verursacht z. B. durch einen aufsteigenden Plume, bleibt die Majorit-Struktur bis in größere Tiefen stabil und geht direkt in Aluminium-Perowskit über. Die Phasenumwandlung ist jedoch an eine bestimmt Relation von Druck und Temperatur gekoppelt, die über den Clapeyron-Slope beschrieben wird. Dieser wird für die 720-km-Diskontinuität mit ca. +1,3 MPa/K angegeben.
Da der Clapeyron-Slope dieser Phasentransformation ein gegenläufiges Vorzeichen zur 660-km-Diskontinuität aufweist, kann eine Temperaturerhöhung zur Annäherung beider Grenzschichten beitragen.